# Наумович Іван Григорович
Іван Григорович Наумо́вич (14 січня 1826 , Кізлів, Львівський округ, Королівство Галичини та Володимирії, Австро-Угорщина  — 4 (16) серпня 1891 , Новоросійськ, Кубанська область ) — галицький письменник, політик, видавець, церковний і громадський діяч, греко-католицький (1851), а згодом православний (1885) священник, один із провідників галицького русофільства, засновник Товариства імені Михайла Качковського (1874).

## Життєпис

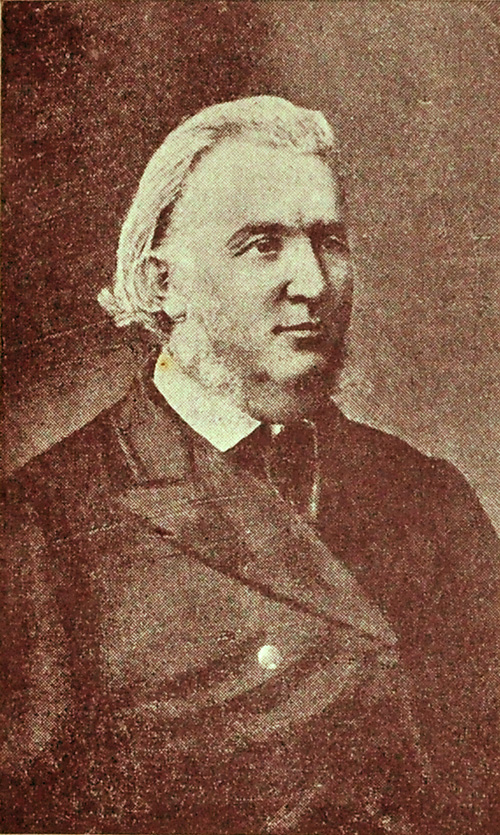
Іван Наумович (1920-ті рр.)

Народився в польськомовній руській родині вчителя початкової школи в селі Кізлів, тепер Буський район, Львівська область. Мати (з дому Дроздовська) походила з родини греко-католицького священника.
Початкову освіту і виховання здобув у Буську, де його батько, Григорій Наумович, працював учителем. За фінансової підтримки бузької графині Мір навчався у львівській гімназії, після закінчення якої у 1844 продовжив освіту на філософському, а згодом на богословському факультеті Львівського університету та у Львівській духовній семінарії.
Належав до таємної польської повстанської організації Towarzystwo Braci. Під впливом Весни народів 1848 року змінив політичні переконання на проросійські.
Через колишню участь у польських таємних організаціях був відрахований із семінарії і продовжив навчання на правничому відділенні Львівського університету. у 1849 поновився на 3-й рік навчання у Львівську семінарію.
У 1851 одружився з Теодорою Гавришкевич — дочкою греко-католицького священика, у тому ж році отримав висвячення із рук митрополита Михайла Левицького. Служив вікарієм у Городку, а з 1853 — парохом у Заставному (Ляшки-Королівські) та Перемишлянах.

## Громадська та політична діяльність
Засновник популярної газети (далі журнал) для народу «Наука» (1871—1902) та релігійного додатку до цієї газети «Слово Боже» (1879—1881). У 1871—1880 редагував двотижневик «Русская Рада».
Посол до Галицького сейму (1861—1866), австрійського парламенту (1873—1879, на виборах переміг о. Стефана Качалу), засновник Товариства імені Качковського.
Підтримував стосунки з офіційними та клерикальними колами Російської імперії. У 1866 році у статті «Погляд у майбутнє», яка доводила історичну спільність населення Галичини з російським народом, писав:
|  | Яко русский человек не могу в Москве не видите русских людей, и хотя я малорусин, а они великоруссы, то таки и я русский, и они русские… Сходство нашего языка с российским есть очевидное, ибо на тех самых правилах опирается. Просвещение у нас на Руси было насамперед в Киеве, потом перенеслось на север… Русь Галицкая, Угорская, Киевская, Московская, Тобольская и пр. с точки зрения этнографической, исторической, языковой, литературной, обрядовой — это одна и та же Русь… Мы не можем отделиться Китайской стеной от наших братьев и отказаться от языковой, литературной и народной связи со всем русским миром. |

На великому політичному процесі 1882, відомому як процес Ольги Грабар, чи справа Гниличок, засуджений на 8 місяців ув'язнення за поширення православ'я.
1882 року виключений з Греко-католицької церкви. Після відбуття покарання в 1884 році вперше відвідав Росію. 6 жовтня 1885 року в церкві святого Георгія у Львові прийняв православ'я. Наступного 1886 року емігрував до Росії, був священником у Києві. Сувора реальність у Російській імперії заставляла його визнавати помилки, в 1889 р. в листі до Корнила Устияновича писав:
|  | Бедная Россия! При всем ее могуществе нельзя назвать ее великой. Она нерусская и Бог знает какая. |

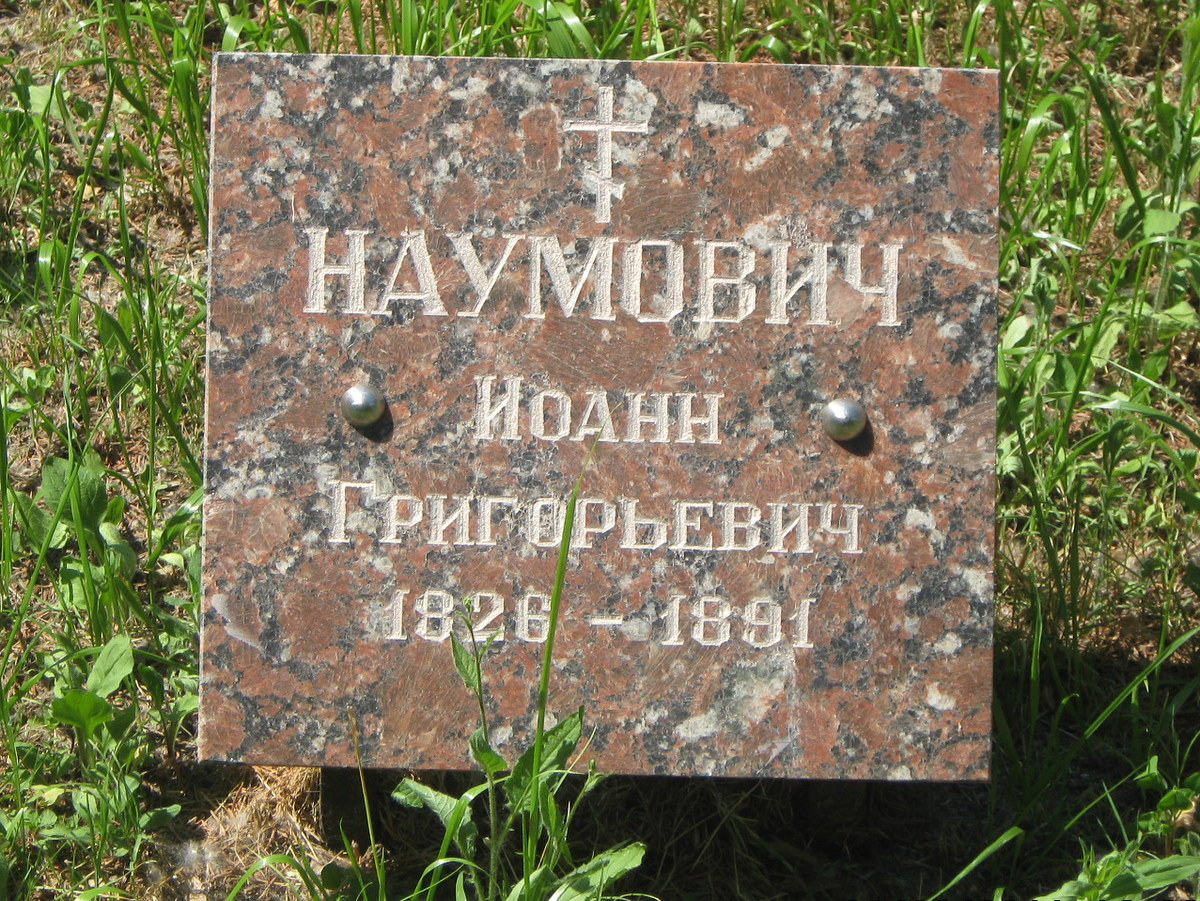
Могила Івана Наумовича

Помер 4 (16) серпня 1891 року в Новоросійську, під час організації поселень на Кавказі для емігрантів з Галичини. За заповітом, 18 (30) вересня 1891 року був похований у Києві на Аскольдовій могилі. Нині його могила на Лук'янівському цвинтарі (ділянка 21, ряд 2, місце 10).
Іван Франко гостро критикував погляди Наумовича, називав його Безумовичем.(?)
Іван Франко посвятив біографічну статтю отцю Івану Наумовичу з нагоди його смерті де зазначав: «Мусить то признати небіжчикові і найбільший неприхильник, що заслуга його коло духового розбудження нашого народу є дуже велика. В часі, коли освічені русини сварилися з поляками за азбуку та календар, між собою — за дзвінки, бороди та обряд церковний, далі — за мову і правопис, Іван Наумович був одним із перших (попри небіжчику Трещаківськім), що хоч десь-колись обертався зі своїми писаннями просто до народу, до селян і міщан. В р. 1860 видав він маленьку книжечку під заголовком „Ластівка для руських дітей“, і від того часу все частіше появлялися його праці, призначені для простого народу.»
https://www.i-franko.name/uk/BioStudies/1891/IvanNaumovych.html